# عقاب زيوس

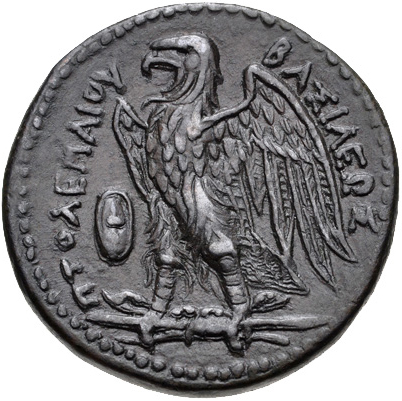
عقاب زيوس، على الدراخما البطلمية.

عُقاب زيوس (بالإغريقية: άετός Διός)‏ هناك مدرستان للتفكير فيما يتعلق بأصل هذا العقاب تأتي من مختلف الأساطير اليونانية.

## بيرفاس

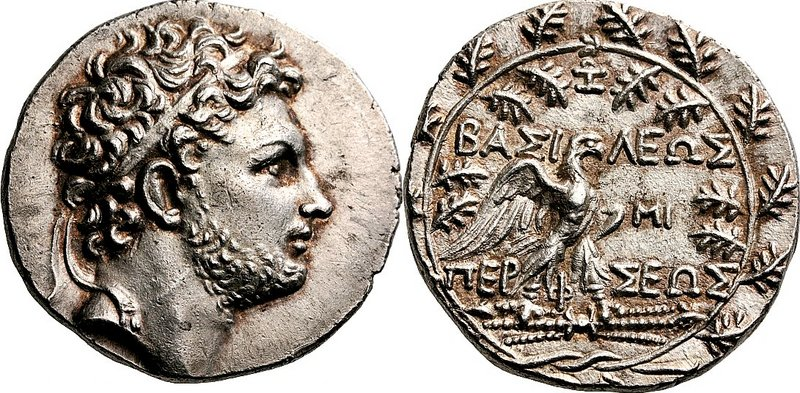
عملة فرساوس المقدوني

وفقًا لأنطونيوس ليبراليس، كان بيرفاس ملكًا أسطوريًا لمدينة أتيكا وكان ملكًا عادلًا وكاهنًا مطيعًا لأبولو. ومع ذلك، أصبح زيوس ساخطًا لأن بريفاس كان يحظى بالتقدير والتكريم كما لو كان زيوس نفسه، لذلك أراد زيوس تدمير بيرفاس وأسرته بالكامل. لكن أبولو توسط، وبدلًا من ذلك حوّل زيوس بيرفاس إلى عقاب، مما جعله ملكًا لجميع الطيور وحارس صولجانه المقدس.

## عقاب زيوس خليقة غايا
في روايات أخرى، كان العقاب في الحقيقة خليقة قديمة للإلهة غايا. لقد ظهر أمام زيوس في بداية حرب الجبابرة. أخذ زيوس هذا كبشارة جيدة للنصر، مما جعله يستخدم شعار العقاب الذهبي على مستوى الحرب: 
«... ولأنه كان سعيدًا للغاية، خاصة وأن النصر قد تلى ذلك، فقد صنع عقابًا ذهبيًا لمعايير الحرب الخاصة به وكرسه لقوة حمايته، حيث يتم أيضًا تنفيذ معايير من هذا النوع بين الرومان.» - مقتطفات مترجمة من فولجنتيوس «الأساطير» (Mythologiarum Libri III) 

## للاستزادة
- Antoninus Liberalis, The Metamorphoses of Antoninus Liberalis: A Translation with Commentary, Edited and translated by Francis Celoria, Psychology Press, 1992. (ردمك 9780415068963)
- آرثر برنارد كوك  [لغات أخرى]‏ 1925, Zeus: A Study in Ancient Religion, Volume 2, Part 2, Cambridge University Press, 2010. (ردمك 9781108021319).
- ويليام سميث؛ قاموس السير و الميثولوجية اليونانية و الرومية  [لغات أخرى]‏, London (1873). "Periphas 5."